# Зимбабве
Зимба́бве (англ. Zimbabwe [zɪmˈbɑːbweɪ]), официальное название — Респу́блика Зимба́бве (англ. Republic of Zimbabwe), до 1979 года известная как Респу́блика Роде́зия — государство в южной части африканского континента, между водопадом Виктория, реками Замбези и Лимпопо. Граничит с ЮАР на юге, с Мозамбиком на востоке, с Ботсваной на западе и с Замбией на севере, не имеет выхода к морю.
Название страны указывает на её преемственность по отношению к первому государству на этой территории — империи Мономотапа, столицей которого был Большой Зимбабве, а основным населением — народ гокомере, предки преобладающих ныне шона.
Столица — Хараре. Население — 14 862 927 человек. Официальные языки — английский, венда, жестовый, каланга, койсан, коса, намбья, ндау, ндебеле, сото, тонга, тсвана, чева, чибарве, тсонга и шона. 

## Этимология
В колониальную эпоху страна называлась Южной Родезией в честь британского политика Сесила Родса.
После провозглашения независимости в 1980 году страна получила название «Зимбабве». Согласно исследованиям, топоним происходит от наименования руин древних каменных сооружений времён империи Мономотапа. На языке шона зимбабве (dzimba dzemabwe) означает «каменные дома» или «жилище правителя».

## Географические данные

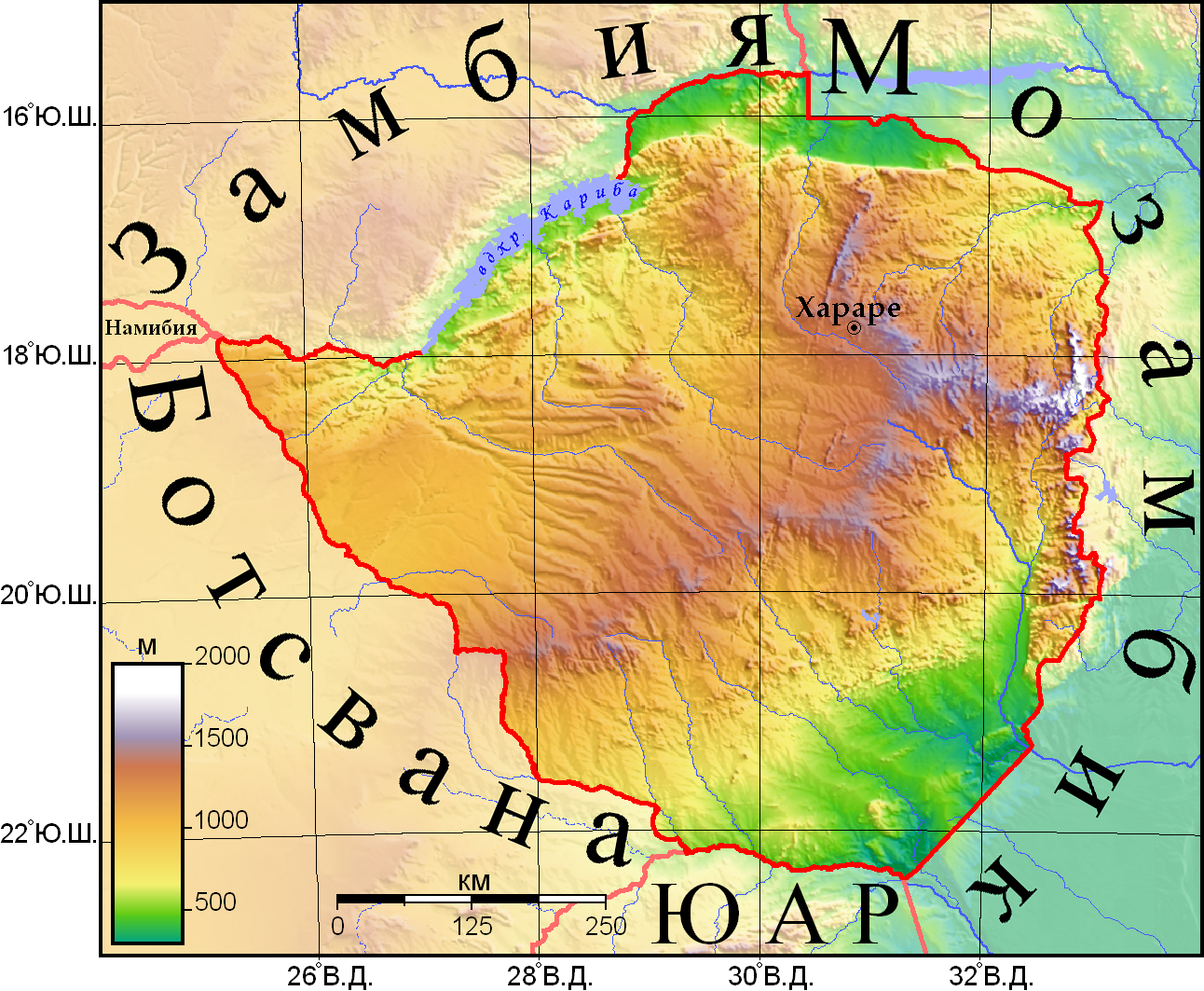
Рельеф Зимбабве

Бо́льшая часть территории Зимбабве расположена на высоте 1000—1500 м в пределах обширных докембрийских цокольных плато Машона и Матабеле, которые ступенчато понижаются к высоким пластовым песчаным равнинам среднего течения реки Замбези на севере и междуречья Лимпопо и Саби на юге. Высшая точка страны — гора Иньянгани (2582 м) в горах Иньянга, на востоке страны.
Густая речная сеть принадлежит бассейну Индийского океана, за исключением небольшой области внутреннего стока на западе. Река Замбези, протекающая по северо-западной границе страны, собирает притоки с половины территории Зимбабве (Гвай, Сенгва, Саньяти, Хуньяни и др). В Лимпопо, текущей по южной границе, впадают реки Шаше, Умзингвани, Бубье, Мвенези. На юго-востоке река Саве принимает притоки Рунде и Саби. На западе река Ната с притоками высыхает по пути к Калахари. Реки Зимбабве немноговодные, пересыхающие в сухой сезон, с многочисленными порогами и водопадами, самый знаменитый из которых — Виктория на реке Замбези. На многих реках построены водохранилища, крупнейшее из которых — Кариба. Судоходны только отдельные участки Замбези и Лимпопо.

### Полезные ископаемые
Из полезных ископаемых распространены платиноиды и хромиты, по запасам которых Зимбабве занимает третье место в мире. Многочисленны и месторождения железных руд, золота, редких металлов, меди, никеля, кобальта, бокситов, каменного угля и драгоценных камней (алмазы, рубины, изумруды).

### Климат
Климат Зимбабве разный в разных частях страны — от субэкваториального на севере до тропического на юге. В году выделяют три сезона: тёплое влажное лето (с ноября по март, от +21 до +27 °C), прохладная сухая зима (апрель — июнь, от +13 до +17 °C, в горах бывают заморозки) и жаркая сухая весна (август — октябрь, от +30 до +40 °C). Осадков — от 400 мм в год на южной равнине до 2000 мм в горах на востоке.
Средняя годовая температура в центральной части плато — +18,89 °C; среднегодовой максимум — +25,56 °C, минимум — +12,22 °C.
Июнь и июль являются самыми прохладными месяцами в году. В это время для основной части страны характерны лёгкие заморозки, однако сильные морозы — от −5 °C и ниже — являются редкостью. Начиная с середины августа температура постепенно растёт, достигая своего пика в октябре, поэтому сентябрь и октябрь являются наиболее труднопереносимыми месяцами. Хотя в регионах, расположенных выше 1200 метров над уровнем моря, температуры, превышающие +37 °C, случаются нечасто, как правило, в эти месяцы температура находится в интервале от +29 до +35 °C.
Относительная влажность воздуха в сентябре и октябре не превышает 35…40 %. Начиная с ноября дневная температура понижается из-за нарастающей облачности, знаменующей начало сезона дождей, а влажность повышается.

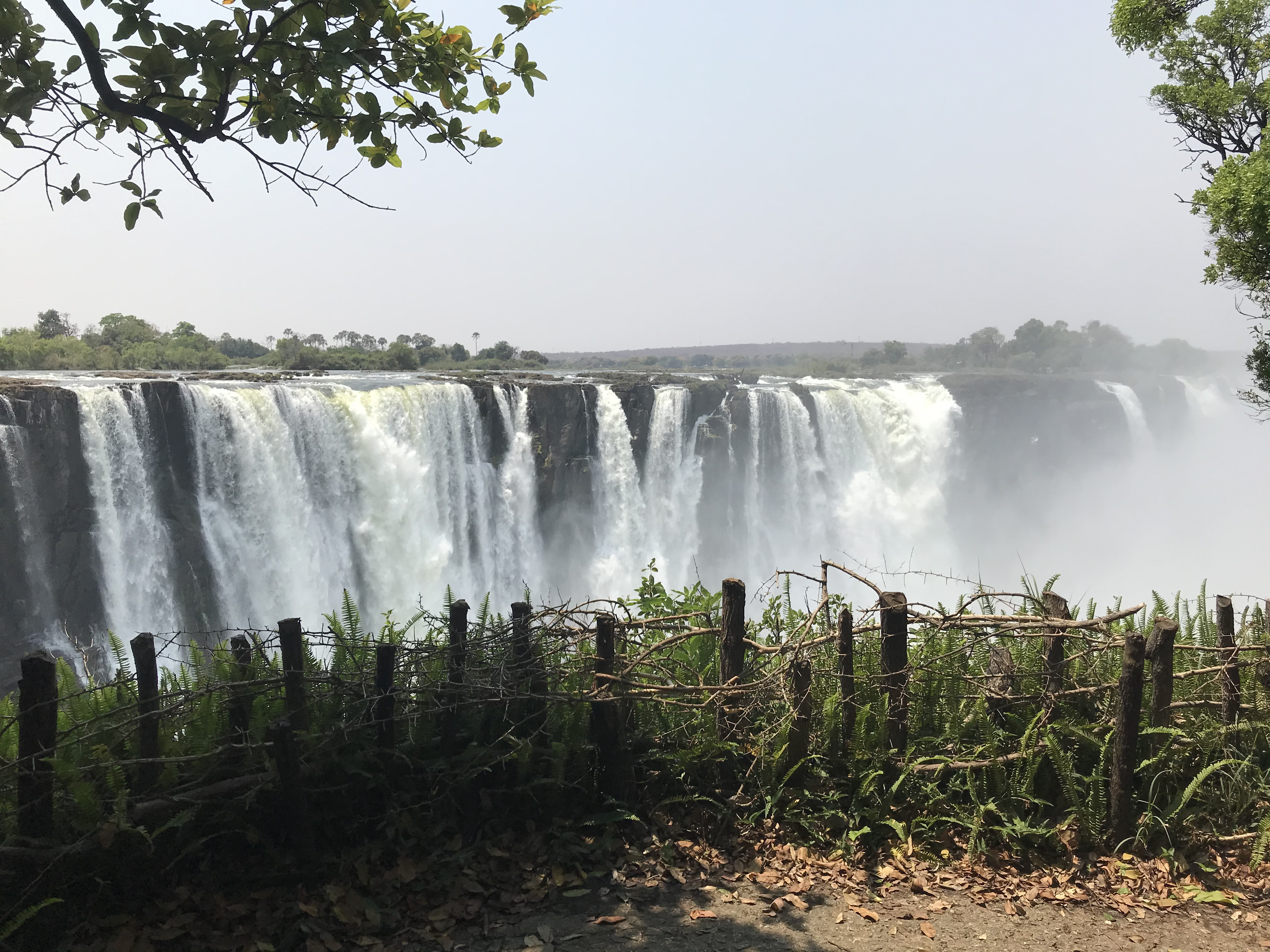
Водопад Виктория
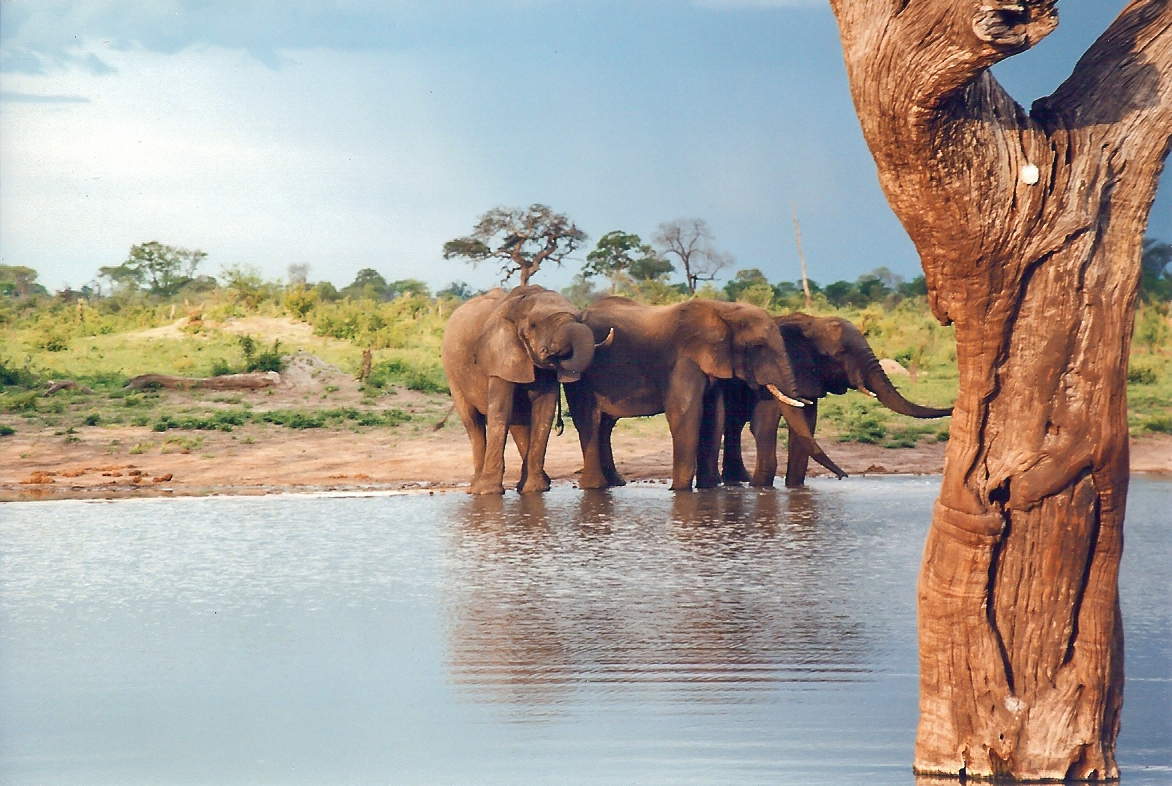
Слоны в национальном парке Хванге
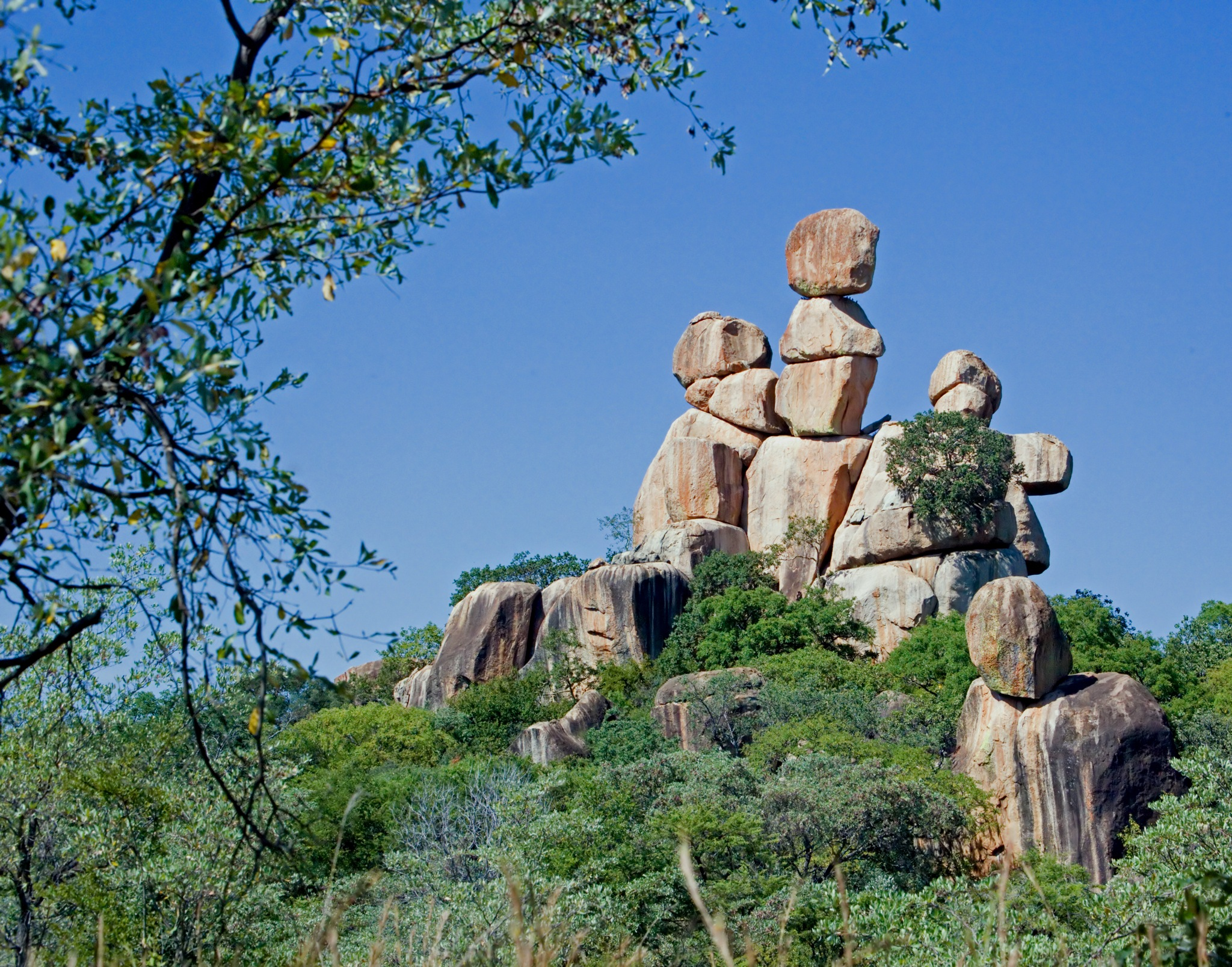
Камни в равновесии, холмы Матобо
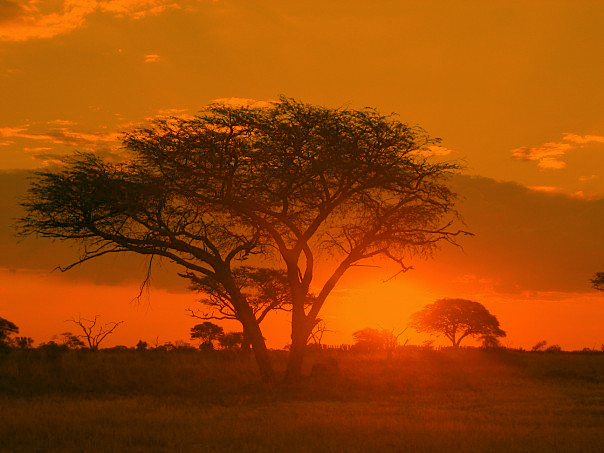
Восход солнца над национальным парком Матобо
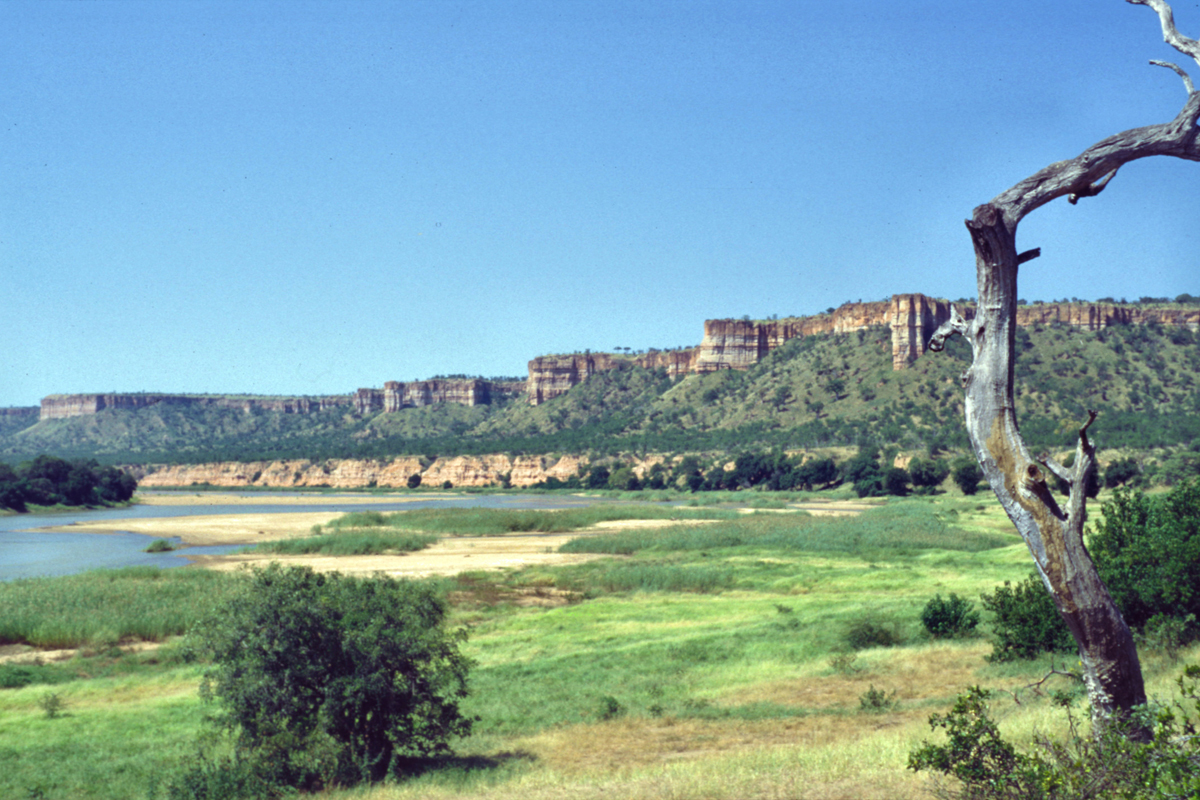
Пейзаж национального парка Гонарежу

### Животный и растительный мир

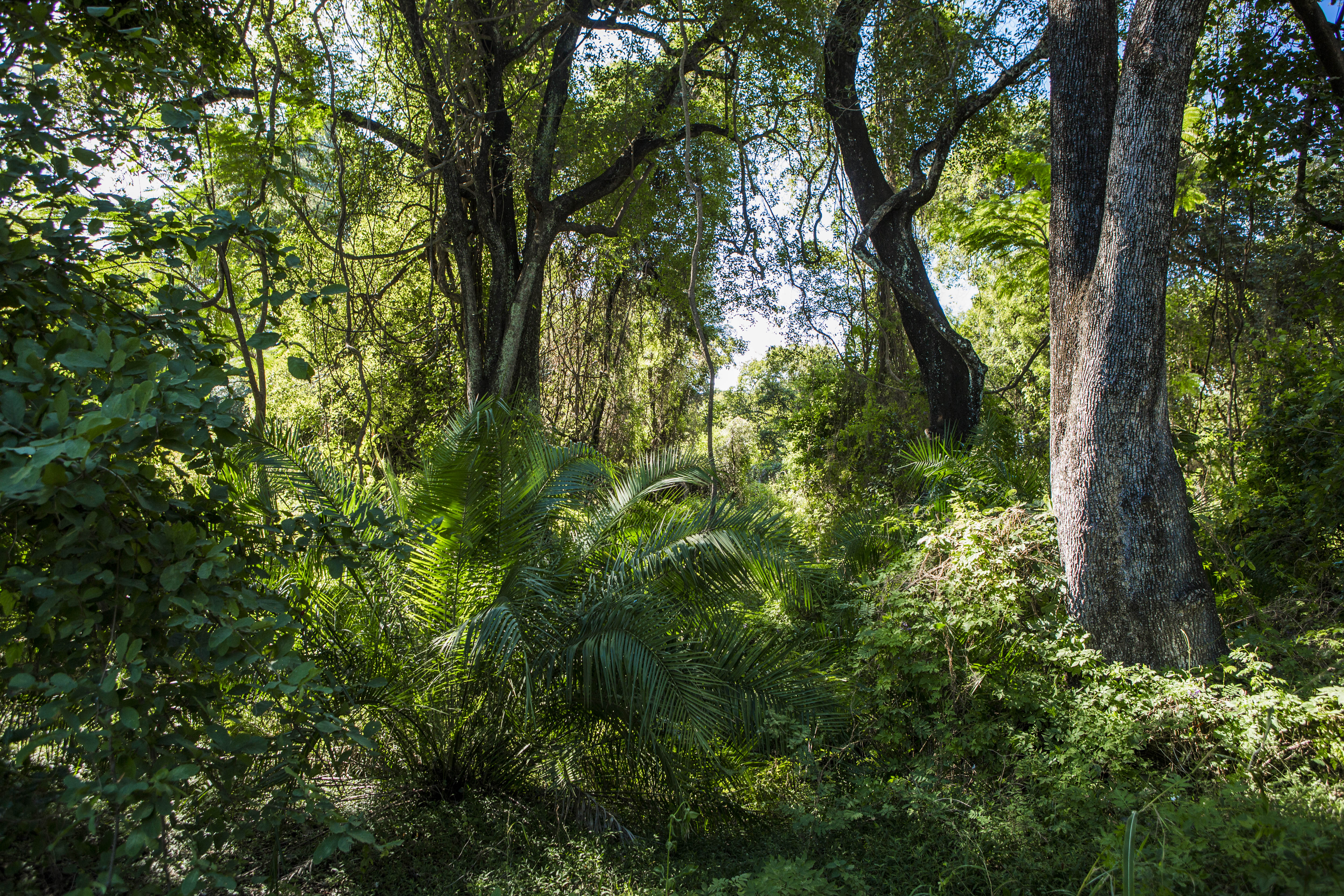
Дождевой лес около водопада Виктория

Животный мир Зимбабве довольно разнообразен. В малонаселённых районах страны встречаются антилопы (импала, стенбок и другие), буйволы, жирафы, зебры, слоны, носороги, львы, бегемоты, леопарды, гиены, земляные волки. Много птиц, ящериц, змей, в том числе африканского питона, в реках водятся крокодилы. Распространены различные виды муравьёв и термитов, на севере присутствует муха цеце. Под угрозой исчезновения числятся 9 видов птиц и млекопитающих, в том числе чёрные носороги, половина мировой популяции которых проживает в Зимбабве, а также 73 вида растений. Для охраны животного и растительного мира создан ряд заповедников и национальных парков, занимающих около 10 % территории страны, наиболее крупные из которых — Хванге, Матусадона, Виктория-Фолс, Мана-Пулс.
Из-за катастрофических темпов сведе́ния лесов древесная растительность занимает менее половины территории страны. Реликтовые влажные вечнозелёные леса сохранились только на склонах гор Иньянга на востоке страны. На западе произрастают сухие листопадные тиковые леса. На плато Машона распространены сухие редкостойные леса миомбо и мопане. Древесными и кустарниковыми саваннами занято плато Матабеле. В долине Замбези развиты затопляемые саванны.

### Экология

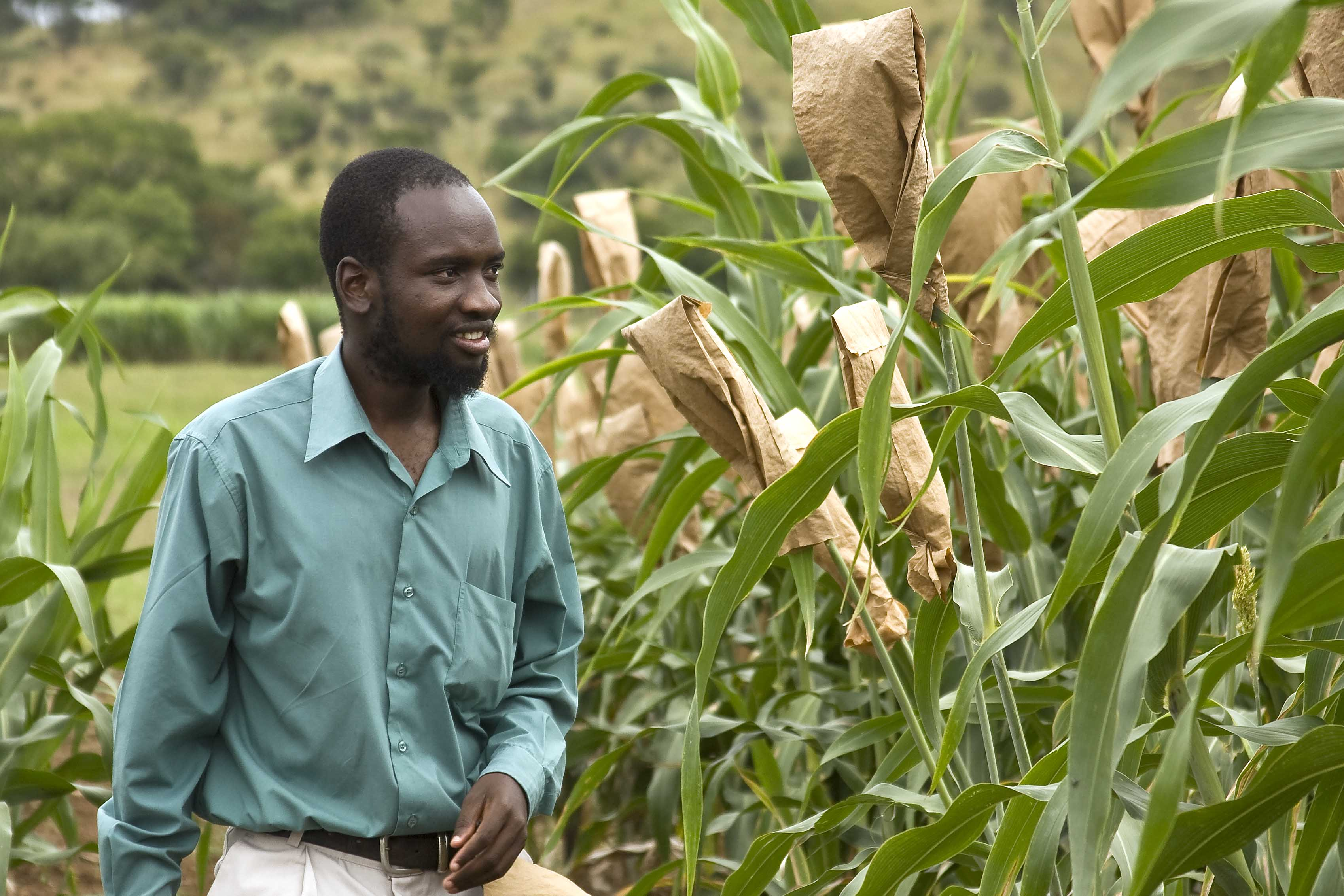
Плантация сорго в Зимбабве

Экологическая обстановка Зимбабве сравнительно благополучна. Наиболее острые экологические проблемы Зимбабве — эрозия сельскохозяйственных земель и уменьшение площади лесов. Бессистемная вырубка леса привела в середине 1990-х годов к сокращению площади лесов на 1,5 %, то есть по 70-100 тыс. га ежегодно. Общий объём выбросов углекислого газа снизился с 16,6 млн тонн (в 1990 г.) до 11 (в 2016 г). Основными источниками загрязнения вод являются горная промышленность и использование удобрений. Концентрация ДДТ в сельском хозяйстве Зимбабве является одной из самых высоких в мире.

## История

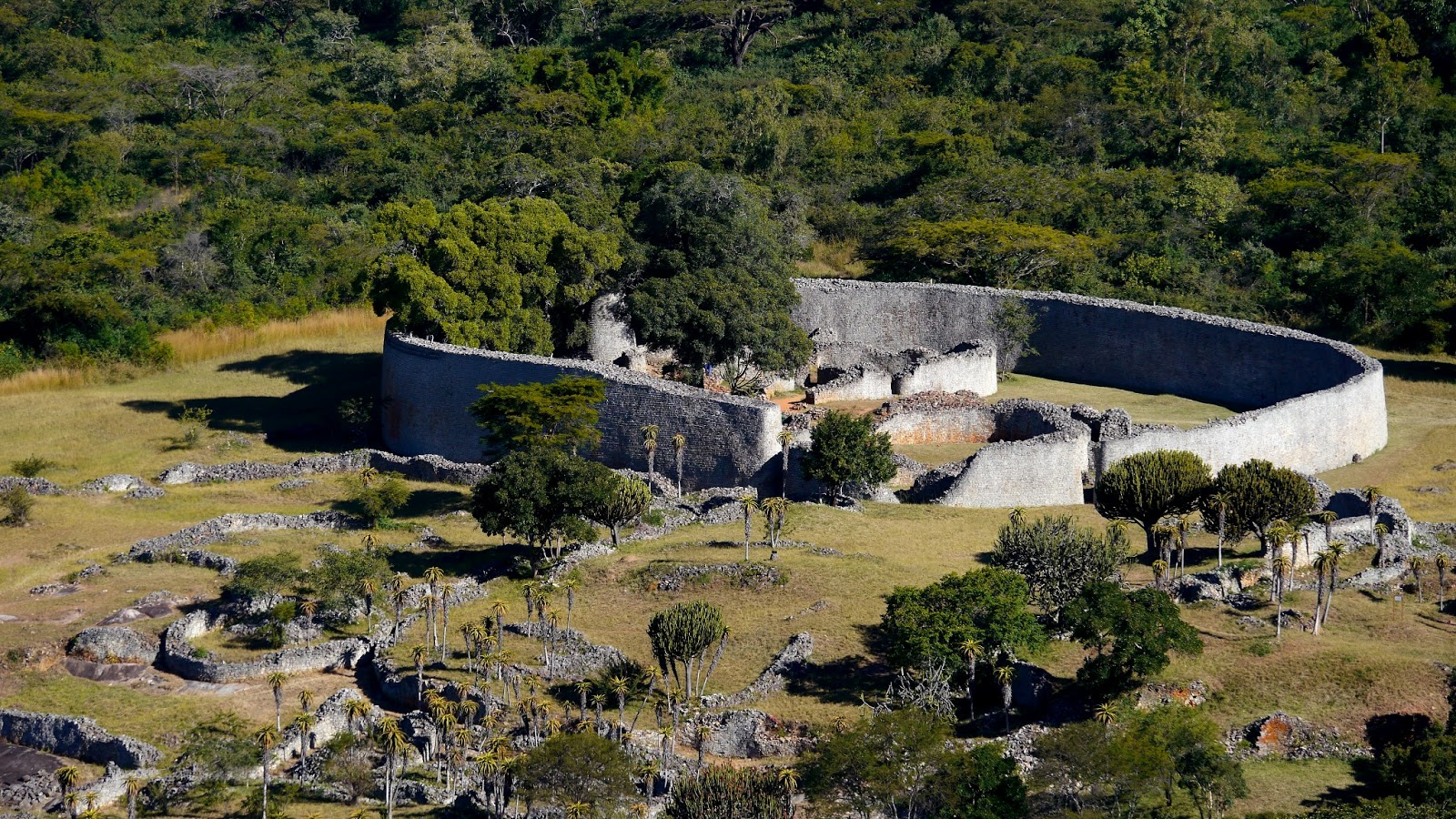
Руины города Большой Зимбабве, государство Мономотапа, XIII—XV века

Первоначально территорию Зимбабве населяли народы, говорившие на койсанских языках, близкие по культуре современным их носителям (бушменам).
Примерно с IX века н. э. существуют свидетельства заселения нынешнего Зимбабве достаточно развитой культурой, которую принято считать принадлежащей народу гокомере, предкам нынешних шона. Они основали империю Мономотапа; её столицей был город, развалины которого ныне известны как Большой Зимбабве.
К середине XV века, когда на побережье Индийского океана появились португальцы, это государство охватывало почти всю территорию Зимбабве и часть Мозамбика. После столкновений с португальцами империя развалилась, хотя её обломки в виде государств племени каранга сохранялись до начала XX века. К XVII веку часть племён шона вновь объединилась в империю Розви, которой удалось вытеснить португальцев с Зимбабвийского плато.
Империя Розви прекратила своё существование в середине XIX века, когда, в результате экспансии зулусов под руководством Чаки, на территорию нынешнего юго-западного Зимбабве переселились племена ндебеле под правлением короля Мзиликази (см. Мфекане). В то же время на территории Зимбабве были открыты залежи золота и эти земли попали в зону интересов Британской империи.
В 1888 году Сесил Родс заключил договор с Лобенгулой, наследником Мзиликази, позволивший британцам вмешиваться в экономику Матабелеленда (юго-западного Зимбабве, населённого народом ндебеле). В 1899 году, усилиями Родса, Британская Южно-африканская компания получила право освоения обширных территорий, включающих нынешние Зимбабве и Замбию, с тех пор известных как, соответственно, Южная и Северная Родезия. В 1895 году войска компании вошли в Машоналенд (центр и север Зимбабве), что положило начало колонизации этих земель.
В 1896—1897 годах негроидное население — в первую очередь, шона и ндебеле — восстало против британского владычества, но этот мятеж, известный как «Первая Чимуренга», потерпел полный провал — в первую очередь, из-за катастрофического технологического разрыва, существовавшего в то время между британцами и африканцами. С XX века началось заселение Южной Родезии белыми поселенцами.
В 1922 году Британская южноафриканская компания перестала управлять Южной Родезией. В результате референдума, проведённого, главным образом, среди белых поселенцев, она не вошла в Южно-Африканский Союз, а стала самоуправляемой колонией в рамках Британской империи.
После окончания Второй мировой войны и начала разрушения колониальной системы многие получившие независимость страны Африки выбрали социалистический путь развития, в то время как в Южной Африке (ЮАР, Анголе, Мозамбике) власть перешла исключительно к белому меньшинству.
Чтобы избежать обеих этих крайностей, в 1953 году была организована Федерация Родезии и Ньясаленда, включавшая Южную Родезию, Северную Родезию и Ньясаленд (современная Малави) со статусом федеральной территории — уже не колонии, но ещё не доминиона. Через десять лет, однако, в 1963 году Федерация развалилась, когда независимость получили Замбия и Малави.
Белое правительство Южной Родезии также требовало независимости, однако Лондон отказывался её предоставить, прежде чем власть в стране будет полностью отдана негроидному большинству (политика NIBMAR: «No Independence Before Majority African Rule», «Независимость только после предоставления власти африканскому большинству»). В ответ на это, 11 ноября 1965 года премьер-министр Южной Родезии Ян Смит провозгласил независимость, которая не была признана Великобританией. В 1970 году Смит провозгласил Родезию республикой, что также не получило международного признания.
Возглавляемое Смитом правительство партии «Родезийский фронт» проводило политику сегрегации, которую часто сравнивают с апартеидом, хотя, строго говоря, это не совсем верно. Так, вместо расового ценза в Южной Родезии часто использовался имущественный ценз, в парламенте сохранялось присутствие чернокожих депутатов, в армии существовали смешанные по расовому признаку части, в Родезии не проводилось территориальной сегрегации по южноафриканскому типу. Тем не менее, на деле, вся власть принадлежала белому меньшинству, в стране действовал режим расовой дискриминации. Во многих общественных заведениях обслуживали только белых, бо́льшая часть плодородных земель находилась в руках белых фермеров.
Вооружённую партизанскую борьбу против родезийского правительства вели Африканская национально-освободительная армия Зимбабве (ЗАНЛА) под руководством Роберта Мугабе и Народно-революционная армия Зимбабве (ЗИПРА) во главе с Джошуа Нкомо, лидером Союза африканского народа Зимбабве (ЗАПУ), имевшие базы в соседних с Южной Родезией странах — например, в Ботсване и Замбии — и пользовавшиеся поддержкой СССР. После прихода к власти в Мозамбике социалистов из ФРЕЛИМО, в 1975 году, эта страна стала основной базой для вылазок ЗАНЛА. Вооружённая борьба против власти белого меньшинства, которая велась с 1964 года, получила название «Вторая Чимуренга».
Смит, чтобы избежать полномасштабной гражданской войны, в 1978 году начал переговоры с умеренными чернокожими лидерами, такими как Абель Музорева из Объединённого африканского национального конгресса, или Ндабанинги Ситоле из ЗАНУ-Ндонга. Страна получила название «Зимбабве-Родезия», а в результате выборов в парламенте впервые образовалось чернокожее большинство, хотя судейский корпус или, к примеру, армия, по-прежнему были, в основном, белыми. Премьер-министром стал Абель Музорева, которого поддержали и Смит, и правительство ЮАР, однако он не получил полного доверия избирателей в Зимбабве.
В соответствии с решениями Ланкастерхаузской конференции, 12 декабря 1979 года власть в Родезии-Зимбабве была временно передана британскому губернатору лорду Артуру Кристоферу Джону Соумсу, партизанские отряды должны были прекратить вооружённые действия и размещались в специальных изолированных лагерях. На всеобщих выборах 1980 года убедительную победу одержало радикальное крыло ЗАНУ — Африканского национального союза Зимбабве под руководством Роберта Мугабе.
В 1982 году Нкомо и его однопартийцы были выведены из правительства из-за обнаруженного партийного склада оружия, что вызвало недовольство среди его соплеменников-ндебеле, вылившееся в массовые беспорядки. Правительство направило состоящую, в основном, из шона «Пятую бригаду» в Матабелеленд для борьбы с ними, в ходе которой было совершено множество преступлений: погибло до 20 000 человек. Лишь в 1987 году переговоры между ЗАНУ и ЗАПУ возобновились, и в 1988 году они объединились в партию под названием «ЗАНУ-ПФ».
В 1995 году радикальные противники президента Мугабе, ориентированные на Ндабанинги Ситоле, создали в соседнем Мозамбике повстанческую организацию «Chimwenje», которая поставила целью свержение Мугабе путём использования оружия. Поддержку «Chimwenje» оказывала мозамбикская оппозиционная партия «РЕНАМО». Так или иначе, в 1996 году «Chimwenje» была разгромлена зимбабвийскими и мозамбикскими силами безопасности. Её лидеры, а также Ситоле предстали перед судом и получили обвинительные приговоры.
После засухи 1992 года и последовавшего голода в стране было введено чрезвычайное положение; программа восстановления, разработанная МВФ, привела к ещё большему недовольству населения. Поток беженцев из страны усилился, особенно на фоне продолжающегося преследования ндебеле и прихода к власти в ЮАР АНК. В конечном итоге, правительство приняло решение ускорить земельную реформу.
До 70 % пригодной для обработки земли в стране находилось в руках белого меньшинства, приобретшего её, в основном, после провозглашения независимости Зимбабве. Великобритания выделяла миллионы фунтов стерлингов на добровольный выкуп этих земель правительством Зимбабве, однако передача их чернокожим шла очень медленно. В результате, в 1999 году началось насильственное выселение белых фермеров с передачей их земель чернокожим — в основном, политическим сторонникам Мугабе, что вызвало резкую критику со стороны международного сообщества — в первую очередь, в Великобритании, введшей против Зимбабве экономические санкции.
В результате миграции число белого населения до независимости страны росло: в 1927 г. на 922 тыс. чернокожих приходилось 38,2 тыс. белых, в 1939 г. число белых выросло до 60 тыс. человек, в 1946 г. на 1640 тыс. чернокожих приходилось 80,5 тыс. белого населения. В 1952 году число белых достигло 135 тыс., в 1963 г. — 223 тыс. В настоящее время, из-за массового выезда из страны, осталось примерно 100 тыс. белых жителей, что составляет менее 1 % от общего населения страны.
В 2002 году Содружество наций приостановило членство Зимбабве из-за нарушений прав человека и фальсификации выборов, а в 2003 году Мугабе сам объявил о выходе Зимбабве из Содружества.
После выборов 2005 года, в ходе которых расколотая оппозиция не смогла ничего противопоставить «ЗАНУ-ПФ», Мугабе объявил о начале операции «Мурамбатсвина» (в переводе с шона — «Выгоним мусор»), якобы нацеленной на очищение страны от трущоб. Критики указывают, что страдают от неё, в основном, беднейшие слои населения, особенно ндебеле.
Перераспределение земли привело к резкому спаду производительности в сельском хозяйстве и катастрофическому росту цен и безработицы — около 80 % взрослого населения не имело работы.
В ночь на 15 ноября 2017 года вооружённые силы Зимбабве взяли Роберта Мугабе и его семью под контроль, а также, по информации источника вагентства «Reuters» (Хараре), военные арестовали нескольких членов правительства Роберта Мугабе, в том числе и министра финансов Игнатия Чомбо.
19 ноября 2017 года правящая партия страны «Зимбабвийский африканский национальный союз — Патриотический фронт» сняла Роберта Мугабе с должности первого секретаря, под угрозой импичмента призвав его до полудня понедельника добровольно уйти в отставку.
21 ноября 2017 года депутаты обеих палат парламента Зимбабве Палаты собрания и Сената собрались для рассмотрения вопроса импичмента президенту Мугабе. Парламент получил личное письмо Мугабе, в котором он написал, что уходит с поста президента ради «благосостояния народа Зимбабве и необходимости мирной передачи власти».

## Государственное устройство
Зимбабве — республика. Глава государства — президент, который избирается населением на 6-летний срок, при этом количество сроков не ограничено. Президент Эммерсон Мнангагва возглавляет страну с 2017 года.
Парламент — двухпалатный. Сенат состоит из 93 членов (60 избираются населением, 10 губернаторов провинций входят по должности, 16 из местных вождей избираются советом вождей, 5 сенаторов назначаются президентом, также в сенат входят председатель и заместитель совета вождей). Палата собрания включает 210 депутатов, которые избираются населением раз в 5 лет.

### Политические партии

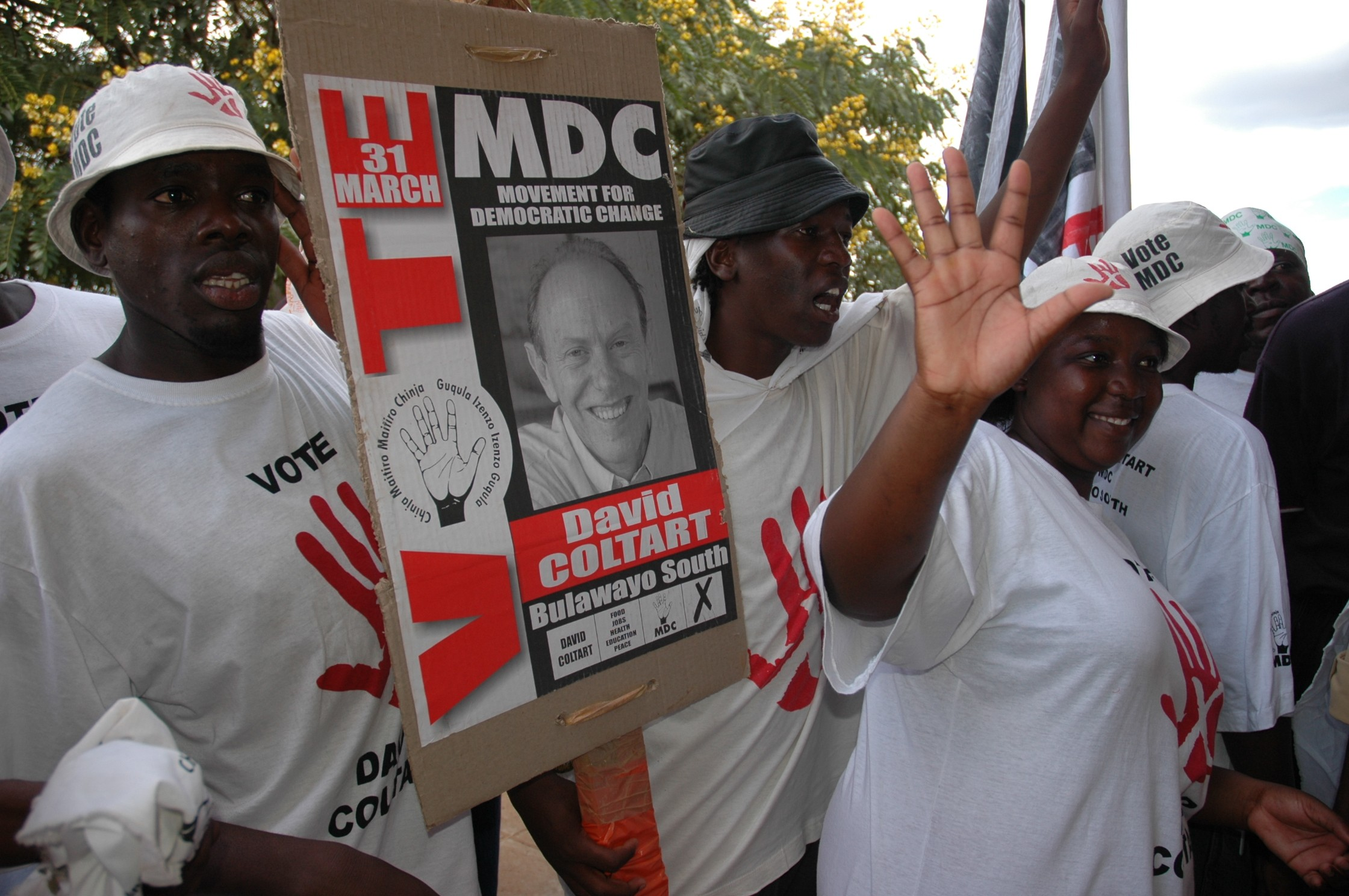
Белые политики также участвуют в выборах в Зимбабве

1. «Движение за демократические перемены» (Морган Цвангираи) — 30 мест в сенате, 109 мест в палате собрания.
2. «ЗАНУ-ПФ» (Роберт Мугабе) — 30 мест в сенате, 97 мест в палате собрания.
3. Зарегистрировано более 20 партий, из которых наиболее влиятельны:
  - «Африканский национальный союз Зимбабве — Патриотический фронт» (ЗАНУ-ПФ) — Zimbabwe African National Union-Patriotic Front, правящая политическая партия страны, основанная в 1963 г.;
  - «Движение за демократические перемены» (МДС, фактически две организации) — Movement for Democratic Change;
  - «Национальный союз за хорошее управление» (НАГГ) — National Alliance for Good Governance;
  - «Объединённая партия» (ЮП) — United Party;
  - «Африканский национальный союз Зимбабве — Ндонга» (ЗАНУ-Ндонга) — Zimbabwe African National Union-Ndonga;
  - «Союз африканского народа Зимбабве» (ЗАПУ) — Zimbabwe African People Union;
  - «Конгресс профсоюзов Зимбабве» — Zimbabwe Congress of Trade Unions (ZCTU), основанный в 1981 г;
  - «Федерация профсоюзов Зимбабве» — Zimbabwe Trade Unions Federation (ZTUF).

## Внешняя политика
После получения независимости ключевым направлением внешней политики Зимбабве стали другие страны Африки. Зимбабве играла активную роль в Движении неприсоединения, Содружестве наций и в борьбе против апартеида в ЮАР, являясь членом группы прифронтовых государств. Руководство Зимбабве поддержало правительство Мозамбика в его борьбе против РЕНАМО. С 1992 по 1995 год страна участвовала в миротворческих миссиях ООН в Мозамбике, Руанде, Анголе, Сомали. В экономике значительную роль играет зарубежная помощь. Только ЕС в 2002—2012 годах оказал Зимбабве помощи на продовольственную безопасность, здравоохранение и санитарию на сумму около 181 млн евро.
Отношения правительства Р. Мугабе с Западом испортились после начала в стране реквизиции земель белых фермеров, а также после того, как наблюдатели из западных стран признали выборы в 2000 г. несправедливыми. МВФ и Всемирный банк перестали выдавать кредиты Зимбабве, ссылаясь на злоупотребление чиновниками полученными средствами, а также на прекращение выплаты долгов. Другой причиной стал принятый в США закон о демократии и восстановлении экономики Зимбабве (декабрь 2001), после принятие которого Р. Мугабе мог нормализовать отношения с международными финансовыми институтами только в случае выведения войск из Демократической Республики Конго и обеспечения проведения прозрачных и справедливых выборов. Действия властей Зимбабве в отношении оппозиции перед президентскими выборами 2002 года были расценены ЕС как угроза демократии, что привело к введению в отношении Зимбабве ограниченных санкций в 2002 году, затем неоднократно продлённых. Содружество наций временно приостановило членство Зимбабве в организации, после чего страна сама вышла из неё. Правительство Р. Мугабе пользовалось достаточно стабильной поддержкой регионального лидера ЮАР, хотя ситуация временно осложнилась после ввода войск Зимбабве в ДРК. ЮАР проголосовала за исключение Зимбабве из Содружества на один год, но выступила против введения международных санкций. Руководство ЮАР принимает активное участие в урегулировании политического кризиса в Зимбабве. В 2009 году после формирования коалиционного правительства во главе с М. Цвангираи отношения Зимбабве с ЕС заметно улучшились, что проявилось в увеличении объёмов международной помощи как со стороны Евросоюза, так и его отдельных членов. Например, Великобритания в 2013 году осуществляла по развитию Зимбабве 46 гуманитарных программ с общим бюджетом более 500 млн фунтов стерлингов. В 2011—2014 годах ЕС снял значительную часть санкций с Зимбабве. Под санкциями ЕС остались (по состоянию на февраль 2015 года) только президент Зимбабве Р. Мугабе, его жена, а также компания «Зимбабвийская оборонная промышленность». В 2012 году МВФ решил возобновить помощь Зимбабве. США, хотя и оказывают Зимбабве значительную помощь, только за 2001—2014 годы на гуманитарные цели ими выделен 1,1 млрд долларов, санкции с этой африканской страны не снимают. В 2014 году в американском санкционном списке по Зимбабве значились 113 человек и 70 организаций.
В 2006 правительство Зимбабве официально объявило программу «Взгляд на Восток» (Look East), ставшей частью государственной политики переориентации с западных рынков на рынки Китая, Индии, Ирана, Индонезии, Малайзии, КНДР.
Зимбабве — член ООН (с 25 августа 1980 года), входит в состав Африканского союза, Сообщества развития Юга Африки, Экономического сообщества стран Восточной и Южной Африки и др.
По данным ВОЗ за январь 2009 года, в Зимбабве число людей, заражённых холерой, достигло 60 400 человек. 3200 человек уже погибли в результате этой эпидемии. Усиливается международное давление на президента Роберта Мугабе с целью вынудить его уйти со своего поста. Лауреат Нобелевской премии мира, южноафриканский священник Десмонд Туту призвал Мугабе добровольно уйти в отставку и в случае отказа считает необходимым ещё более усилить международное давление, вплоть до вооружённого вмешательства с целью свержения Мугабе.
Общее количество зимбабвийских чиновников, не имеющих права въезда на территорию ЕС, достигло 200 человек. У 40 компаний активы на территории Евросоюза были заморожены.

6 марта 2009 года автомобиль лидера оппозиции Моргана Цвангираи попал в аварию на трассе между Хараре и Масвинго, его жена Сьюзен погибла, а сам он был госпитализирован с травмами, не представляющими угрозы для жизни. 

## Вооружённые силы
Численность армии Зимбабве: 39 тыс. чел., из них сухопутные войска — 35 тыс. чел., авиация — 4 тыс. чел. Главнокомандующий армией — президент. Численность полицейских — 19,5 тыс. чел. Кроме того, имеется полувоенное полицейское соединение численностью в 2,3 тыс. чел. (2000). Расходы на армию составляют 2,6 % ВВП (2019, оценка).

## Административно-территориальное деление

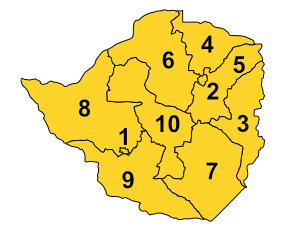
Административное деление Зимбабве

Зимбабве разделено на восемь провинций, а также два города с провинциальным статусом (Хараре и Булавайо). Они, в свою очередь, делятся на 59 округов, а те — на 1200 муниципалитетов.
| № на карте | Провинция              | Административный центр | Площадь, км² | Население, чел. (2012) | Плотность, чел./км² |
| ---------- | ---------------------- | ---------------------- | ------------ | ---------------------- | ------------------- |
| 1          | Булавайо               | Булавайо               | 479          | 653 337                | 1363,96             |
| 2          | Хараре                 | Хараре                 | 872          | 2 123 132              | 2434,78             |
| 3          | Маникаленд             | Мутаре                 | 36 459       | 1 752 698              | 48,07               |
| 4          | Центральный Машоналенд | Биндура                | 28 347       | 1 152 520              | 40,66               |
| 5          | Восточный Машоналенд   | Марондера              | 32 230       | 1 344 955              | 41,73               |
| 6          | Западный Машоналенд    | Чинхойи                | 57 441       | 1 501 656              | 26,14               |
| 7          | Масвинго               | Масвинго               | 56 566       | 1 485 090              | 26,25               |
| 8          | Северный Матабелеленд  | Лупане                 | 75 025       | 749 017                | 9,98                |
| 9          | Южный Матабелеленд     | Гванда                 | 54 172       | 683 893                | 12,62               |
| 10         | Мидлендс               | Гверу                  | 49 166       | 1 614 941              | 32,85               |
|            | Всего                  |                        | 390 757      | 13 061 239             | 33,43               |

## Население

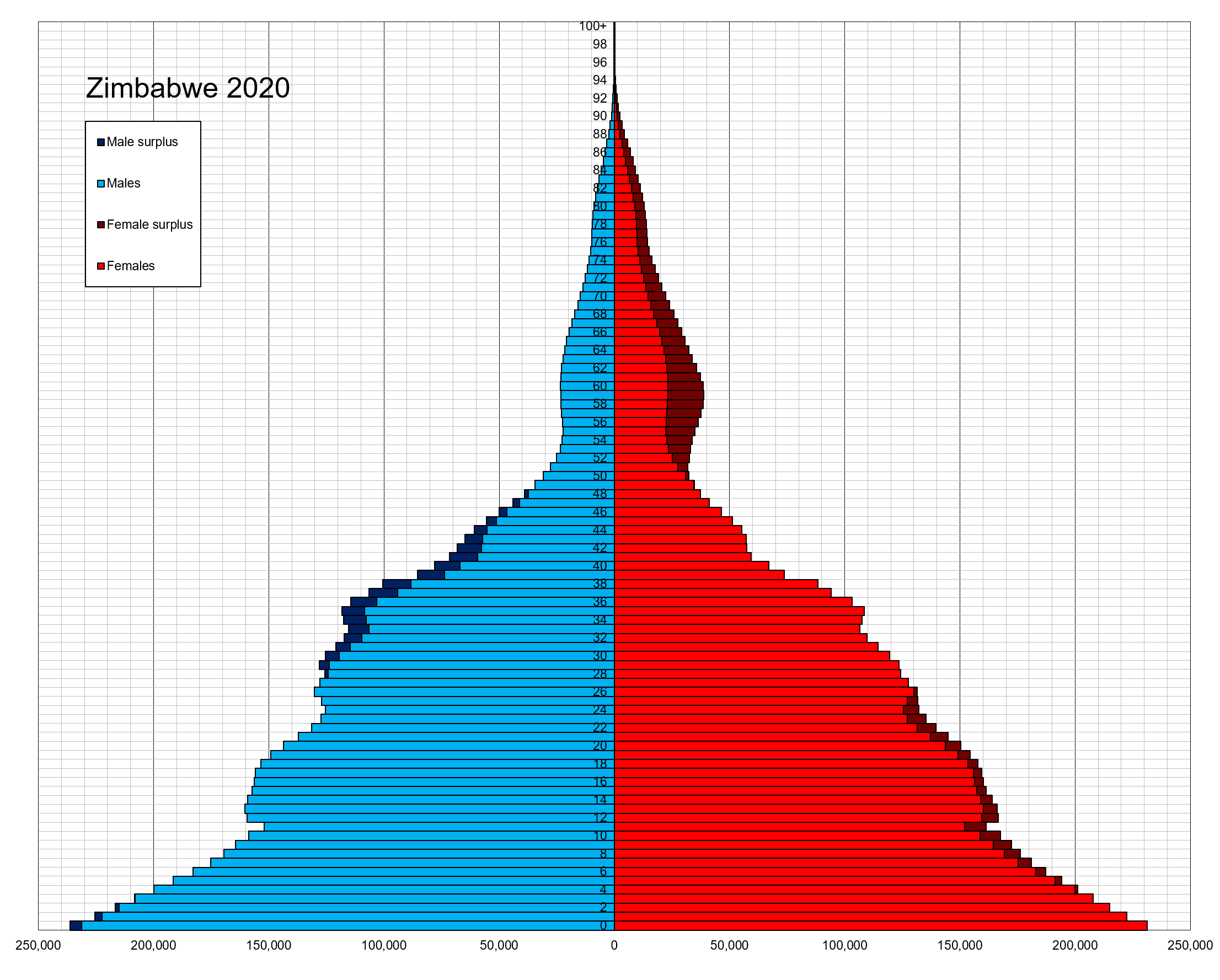
Возрастно-половая пирамида населения Зимбабве на 2020 год

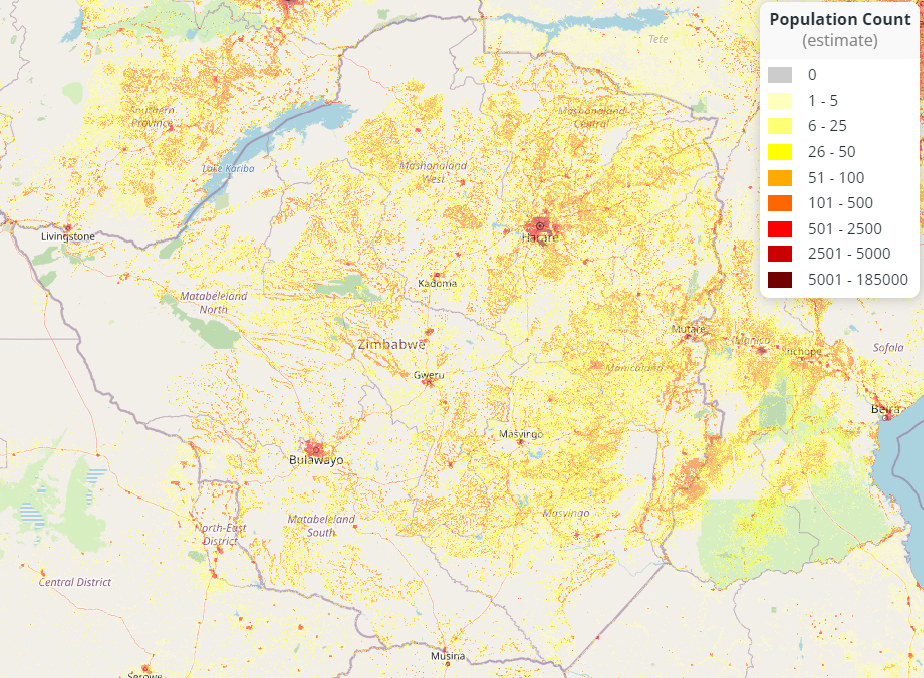
Плотность населения Зимбабве на 2022 год

Распространённость ВИЧ среди взрослого населения по странам на 2011 год
15—50 %
5—15 %
1—5 %
0,5—1,0 %
0,1—0,5 %
<0,1 %
нет данных

На 2022 год численность населения Зимбабве оценивалась в 15,1 млн. В стране высокий уровень заражённости вирусом иммунодефицита человека (ВИЧ): по оценке ЦРУ 2022 года, им было заражено 11,6 % взрослого населения страны (6-е место в мире по уровню заражённости).
98 % населения Зимбабве составляют народы, говорящие на бенуэ-конголезских языках. На юге отдельными группами расселены этнические меньшинства: тсонга, венда, педи и тсвана, а на северо-востоке: нсенга, чикунда и др., входящие в этническую общность малави. Среди европейского населения больше всего англичан, которые живут, главным образом, в городах.
В начале XXI века численность белого населения составила около 0,5 % (в 1980 — 5 %). Темпы прироста населения резко снизились до 0,62 % (оценка) из-за пандемии СПИДа (инфицированных — около 1,3 млн, а каждую неделю от СПИДа умирает 5 тыс. человек) и эмиграции (страну покинули до 4 млн зимбабвийцев). В 2022 рождаемость составила 33,07, смертность — 8,76 при детской смертности 28,53 на 1000 новорождённых. Средняя продолжительность жизни составляет 63,32 года (2022, оценка). Прирост населения повысился до 1,91 % (оценка, 2022). Экономически активное население — 7,916 млн чел (2021, оц.), из них около 67,5 % заняты в сельском хозяйстве, 7,3 % — в промышленности, 25,2 % — в сфере услуг. Безработица на уровне 5,17 %. Ниже уровня бедности живёт не менее 38,3 % населения.
Средняя плотность населения — 32 чел. на 1 км². Наиболее густо заселены окрестности Булавайо и Хараре, долина реки Замбези. Наименьшая плотность населения в юго-западных районах. Крупнейшие города, кроме столицы (тыс. жит., 2009, оценка): Булавайо (740), Читунгвиза (353), Мутаре (183,5), Гверу (142), Эпуорт (137), Крупными городами являются промышленные и административный центры Квекве (98), Кадома (77), Масвинго (72), Нортон (64), Марондера (62).
- Годовой прирост — 1,5 % (без учёта потока эмиграции в ЮАР и Ботсвану).
- Рождаемость — 31,5 на 1000 (фертильность 3,7 рождения на женщину).
- Смертность — 16,2 на 1000.
- Средняя продолжительность жизни — 48 лет у мужчин, 47 лет у женщин (219-е место в мире).
- Городское население — 32,5 % (в 2023)[9].
- Грамотность — 86,5 % (оценка 2015)[9].

Этно-расовый состав:
- негроиды — 98 % (шона — 82 %, ндебеле — 14 %, другие — 2 %);
- мулаты и азиаты — 1 %;
- белые[англ.] — менее 1 %.

### Языки
Страна отличается большим языковым разнообразием. Бо́льшая часть населения Зимбабве говорит на бенуэ-конголезских языках (82 % — шона, 14 % — ндебеле, 2 % — другие). Официальные языки — английский, венда, жестовый, каланга, койсан, коса, намбья, ндау, ндебеле, сото, тонга, тсвана, чева, чибарве, тсонга, шона. 

### Религия
Согласно данным государственного исследования, большинство населения Зимбабве — христиане (85 %). В это число включены прихожане афро-христианских синкретических верований и сект (33 % населения). Крупнейшей христианской конфессией являются пятидесятники — 17 % населения. Остальные протестантские церкви объединяют 16 % жителей страны, католиков — 10 %. Прочие христианские группы (парахристианские, православные) насчитывают 8 % населения. Значительное число (12 %) жителей страны нерелигиозны. Традиционных африканских верований придерживаются 3 % жителей, мусульмане и прочие религии составляют около 1 % населения.
Крупнейшими церковными союзами в стране являются Зимбабвийские Ассамблеи Бога в Африке (1,6 млн), Католическая церковь (1,2 млн), Адвентисты седьмого дня (482 тыс.), англикане (320 тыс.), Церкви Христа (225 тыс.), Методистская церковь Зимбабве (120 тыс.), Баптистская конвенция (110 тыс.), Армия Спасения (110 тыс.), Ассамблеи Бога (100 тыс.).

### Динамика и структура численности белого населения (Родезии) Зимбабве
| Год  | Численность | Доля во всём населении | Соотношение чернокожих и белых зимбабвийцев |
| ---- | ----------- | ---------------------- | ------------------------------------------- |
| 1890 | 180         |                        |                                             |
| 1901 | 11 032      | 2,2                    | 44:1                                        |
| 1911 | 23 606      | 3,1                    | 31:1                                        |
| 1921 | 33 620      | 3,8                    | 25:1                                        |
| 1931 | 49 910      | 4,4                    | 22:1                                        |
| 1941 | 68 954      | 4,7                    | 20:1                                        |
| 1951 | 135 596     | 6,3                    | 15:1                                        |
| 1961 | 221 000     | 5,8-5.5                | 17:1                                        |
| 1964 | 209 000     | 4,8                    | 20:1                                        |
| 1966 | 213 000     | 4,6                    | 21:1                                        |
| 1971 | 249 000     | 4,5                    | 21:1                                        |
| 1975 | 278 000     | 4,3                    | 22:1                                        |
| 1976 | 275 000     | 4,2                    | 23:1                                        |
| 1980 | 210 000     | 2,9                    | 34:1                                        |
| 1987 | 100 000     | 1,3                    | 79:1                                        |
| 2012 | 28 732      | 0,6                    |                                             |
| 2022 | 24 888      | 0,16                   | 609:1                                       |

## Экономика

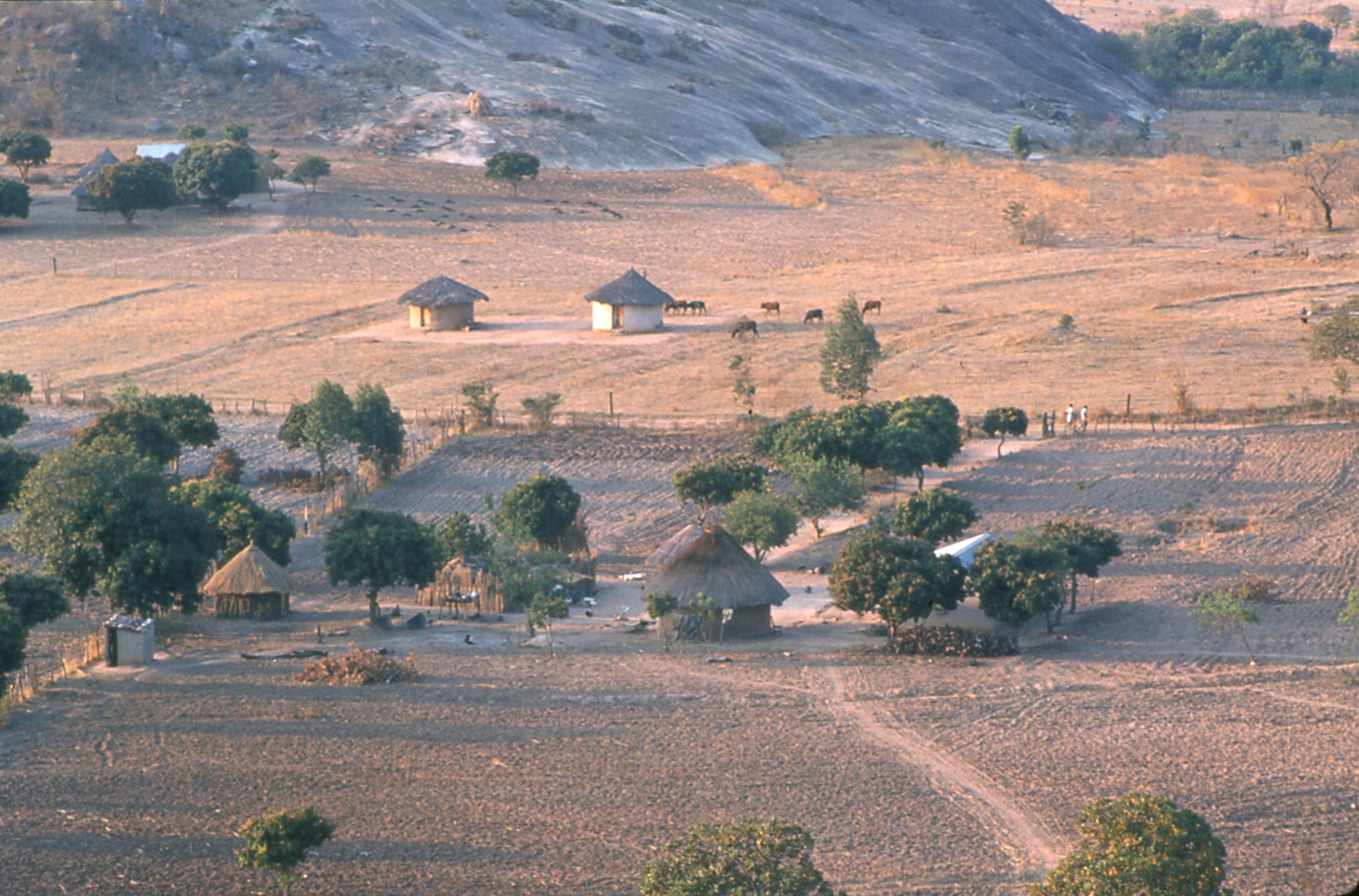
Фермы шона

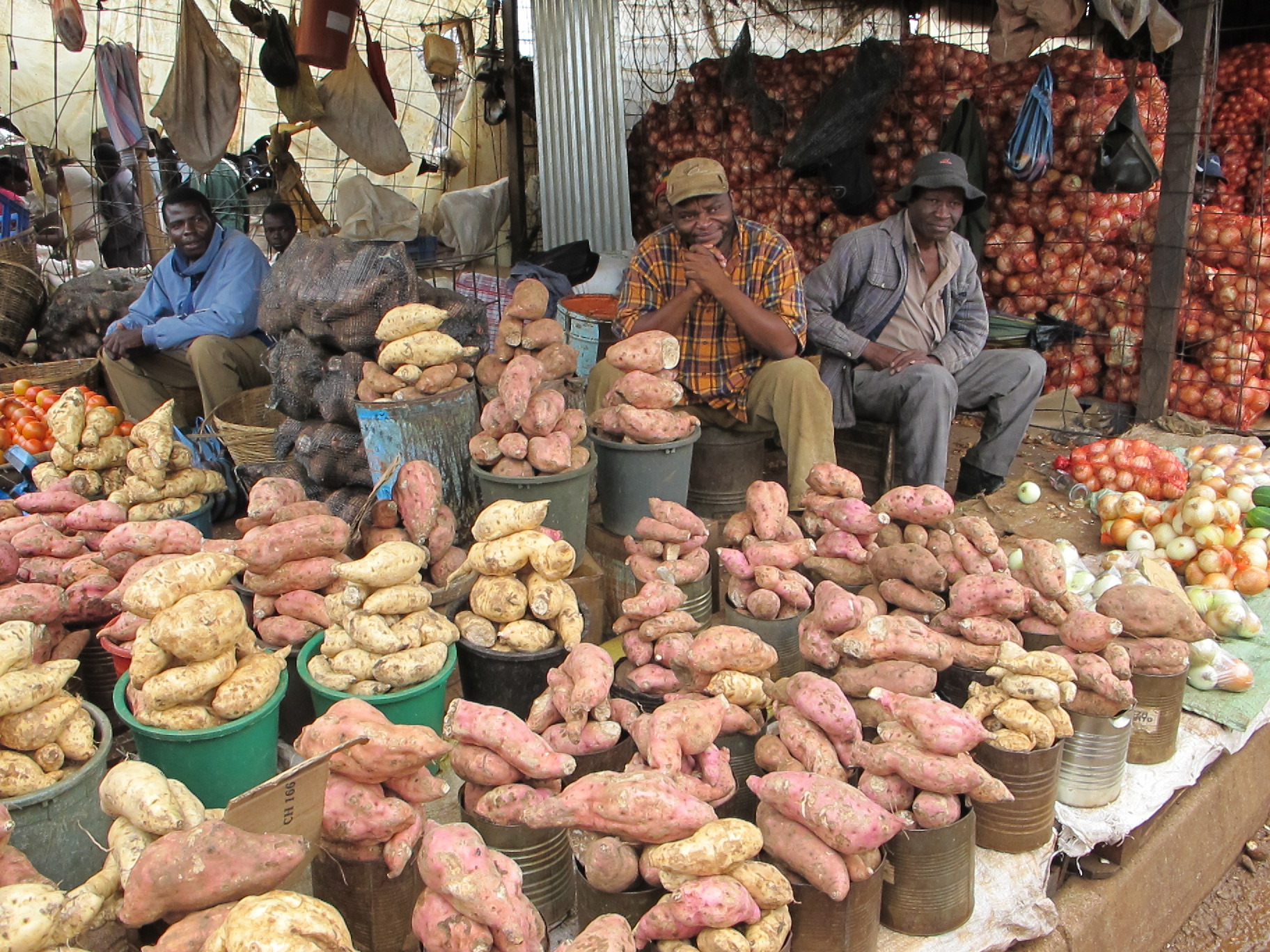
Рынок в Хараре

До обретения независимости в 1980 году Зимбабве относилась к числу наиболее экономически развитых стран на африканском континенте. В настоящее время относится к числу наиболее бедных государств мира. В 2000-е годы в стране прошёл тяжёлый экономический кризис, достигший пика в 2008 году, когда государственный долг достиг 131 % ВВП, инфляция составила 231 000 000 %, а ВВП упал на 17,76 %. В этих условиях власти страны приняли программу краткосрочного экономического восстановления, предусматривающую отказ от национальной валюты, в результате реализации которой ситуация в экономике стабилизировалась. В 2011 году ВВП вырос на 11,9 %, а инфляция — только на 5,4 %.
В промышленности занято 10 % трудоспособного населения, она даёт 21,6 % ВВП. Работают предприятия текстильной и табачной промышленности, по производству автомобильных аккумуляторов и переработке сельскохозяйственного сырья. Ведётся промышленная добыча железа, золота, асбеста, каменного угля, серебра, никеля, платины, при этом наиболее важную роль играет добыча золота. В 1996 году началась добыча алмазов.
В сельском хозяйстве занято 66 % трудоспособного населения, оно даёт 16,7 % ВВП. Обрабатывается 8,3 % территории, орошается 174 тыс. га земли. Главными экспортными культурами являются табак (3-е место в мире), хлопок, чай (22 тыс. т) и сахарный тростник (3,3 млн т). Для внутреннего потребления выращиваются пшеница (140 тыс. т), кукуруза (900 тыс. т), овощи (135 тыс. т). Частые засухи наносят большой ущерб сельскому хозяйству.
Внешняя торговля Зимбабве в 2017 году показала следующие объёмы: экспорт — 1,93 млрд $, импорт — 3,22 млрд $.
Основные экспортные товары: табачное сырьё (51 % от стоимости), ферросплавы (8,9 %) и минеральное сырьё (алмазы, хромитовая и никелевые руды), в незначительном количестве иная продукция сельского хозяйства (сахар, хлопок, чай, цитрусовые). Главный покупатель: Китай (44 %), на втором месте ЮАР (9,8 %). Доля России 2,6 %, главным образом, это продовольственные товары и сельскохозяйственное сырьё, 99,37 % от всех поставок в РФ.
Основные импортные товары: машины и оборудование (до 24 %), упакованные медикаменты и другие химические товары, транспортные средства, продовольствие, в основном — кукуруза, рис и бобовые, а также нефтепродукты. Основной поставщик — ЮАР (62 %), на втором месте — Китай (14 %).
С 2000 года правительство стало проводить программу насильственного отъёма ферм и земель. Объяснялось это борьбой с колонизацией и возвращением земли чернокожему населению. Этот процесс сопровождался притеснением белых фермеров и самозахватом их земель вооружёнными радикалами. Результатом такой политики стало обрушение экономики и введение международных санкций. В 2000—2008 годах в Зимбабве наблюдался острый экономический кризис, затронувший многие жизненно важные сферы зимбабвийской экономики. Валовой национальный доход Зимбабве снизился почти в полтора раза — с 6,69 млн $ в 2000 году до 4,416 млн $ в 2008-м. В этот период (за исключением 2001 года) динамика ВВП была отрицательной. Почти все сферы, включая наиболее важные отрасли для экономики страны сельское хозяйство и промышленность, пережили стремительный спад. Страна, некогда бывшая «житницей Африки», была вынуждена начать импортировать зерно. В 2003 году более половины жителей Зимбабве зависели от импорта продовольствия. В 2000—2007 гг. объём сельскохозяйственной продукции снизился более чем наполовину; объём промышленного производства сократился вдвое, объём производства в сфере добывающей промышленности — более чем на треть. В это же время в более чем в полтора раза снизился ВВП (с 500 до 300 $) на душу населения, что привело к массовому росту бедности. По показателю ВВП на душу населения Зимбабве — одно из беднейших государств мира, в 2021 году страна занимала 212 место из 229.
В 2009 году, с отказом от национальной валюты (доллара Зимбабве) и перехода к мультивалютной системе, основными платёжными средствами является доллар США и южноафриканский рэнд. Со стабилизацией политической ситуации экономика страны начала восстанавливаться. С 2009 по 2013 годы средний годовой прирост ВВП равнялся 11 %. Был стабилизирован уровень инфляции, а в 2014—2016 годах в Зимбабве наблюдалась даже дефляция, так как доллар США в этот период значительно укрепился относительно национальных валют соседних стран. Доходы государственного бюджета в 2017 году составили 3,8 млрд USD. Расходы государственного бюджета — 5,5 млрд USD.
В Зимбабве несколько десятилетий идёт демографический взрыв и население страны увеличивается на 1 миллион человек каждые четыре года. В январе 2013 года министр финансов страны сообщил, что после выплаты зарплат бюджетникам в государственной казне осталось 217 долларов. С 2009 года в стране имеют хождение доллары США, разменными монетами являются рэнды ЮАР. Национальная валюта выведена из обращения, купюры в 100 триллионов долларов (максимальный номинал, выпущенный в стране) активно продаются на чёрном рынке туристам и коллекционерам.
На конец 2017 года экономика страны оставалась в тяжёлом положении: уровень безработицы — 80-90 %, внешний долг — почти 2 миллиарда долларов, угроза гиперинфляции. При этом новый президент Зимбабве Эммерсон Мнангагва обещал обеспечить безопасность иностранных инвестиций в его стране, а также заявил о намерении возместить убытки фермерам, потерявшим участки в ходе земельной реформы. Среди прочих мер Мнангагва рассчитывает на экономическую поддержку России и Китая, чтобы преодолеть сложности, возникшие после введения санкций в отношении этой страны. Весной 2023 года спикер правящей партии Зимбабве «ZANU-PF» Кристофер Мутсвангва предложил России наладить обмен национальными валютами между центральными банками двух стран для обеспечения двусторонней торговли.

### Денежное обращение
Денежная единица страны — зимбабвийский доллар — в настоящее время не используется. С конца 2008 года в Зимбабве введена многовалютная система с обращением валют ЮАР, Ботсваны и США. С 2014 года список валют, находящихся в обращении, расширен до девяти.
Летом 2022 года власти Зимбабве ввели в обращение собственные золотые монеты, чтобы стабилизировать национальный финансовый рынок, противостоять инфляции и увеличить число имеющихся в стране инвестиционных инструментов. Золотая монета диаметром 32 мм достоинством 1 тройскую унцию (фактический вес новой монеты — 33,93 грамма) и чистотой 22 карата (91,67 %) получила официальное название Mosi-oa-Tunya Gold Coin по названию водопада Виктория на языке народа макололо. Этот водопад можно увидеть на аверсе монеты, на другой стороне расположен государственный герб Зимбабве.

## Транспорт
Правительство Зимбабве является основным поставщиком воздушных, железнодорожных и автомобильных услуг, исторически участие частных инвесторов в транспортной инфраструктуре было незначительным.

## Культура

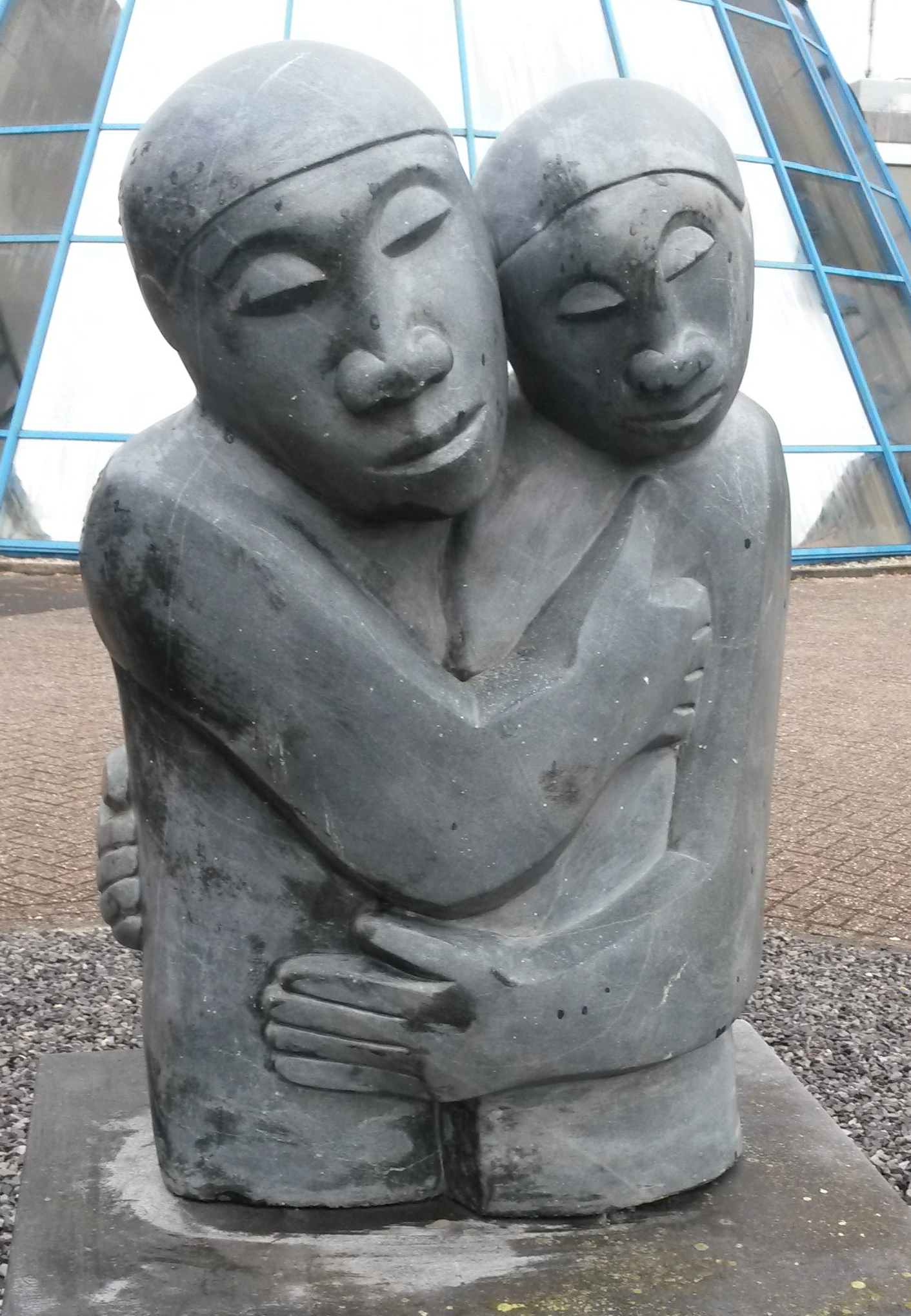
Изваяние из камня

## Спорт

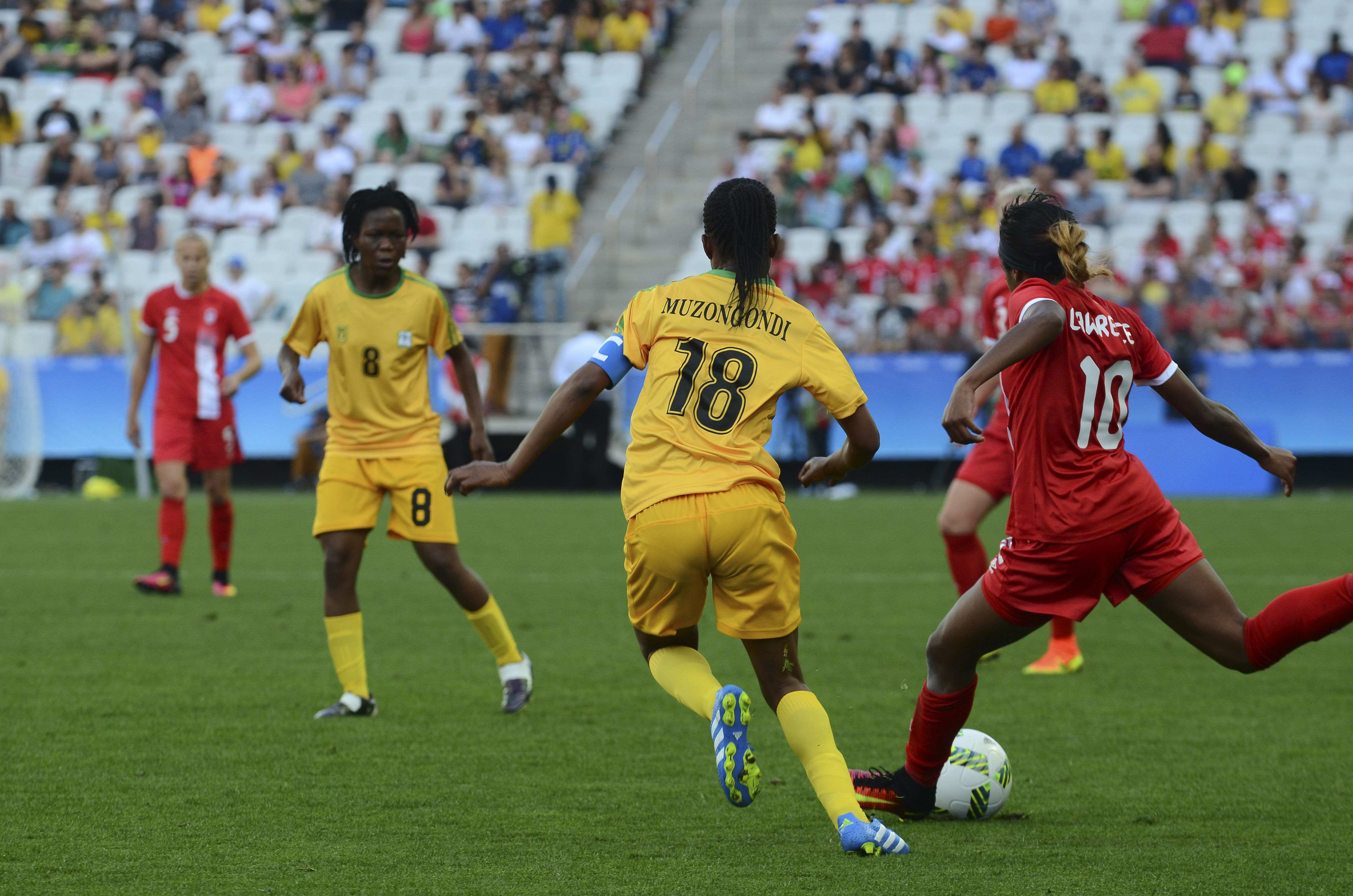
Футболистки из Зимбабве в 2016 году

Спорт в Зимбабве имеет давние традиции и вырастил множество всемирно известных спортивных имён. Футбол является самым популярным видом спорта. Второй по распространённости вид спорта — крикет.

## СМИ
Государственная телерадиокомпания ZBC (Zimbabwe Broadcasting Corporation — «Зимбабвийская телерадиовещательная корпорация») включает в себя одноимённый телеканал и радиостанции Radio Zimbabwe, National FM, Power FM и S-FM.

## Официальные национальные праздники и памятные даты Зимбабве
| Дата                    | Название праздника           |
| ----------------------- | ---------------------------- |
| 1 января                | Новый год                    |
| По церковному календарю | Страстная пятница            |
| По церковному календарю | Пасха                        |
| 18 апреля               | День Независимости           |
| 1 мая                   | День рабочих                 |
| 25 мая                  | День Вознесения, День Африки |
| 1 июня                  | Международный день ребёнка   |
| 21 декабря              | День Конституции             |
| 25 декабря              | Рождество, День семьи        |